# Rio Waldomeira
Der Rio Waldomeira oder Arroio Valdomiro ist ein 28 km langer linker Nebenfluss des Rio Capanema im Südwesten des brasilianischen Bundesstaats Paraná.

## Etymologie und Geschichte

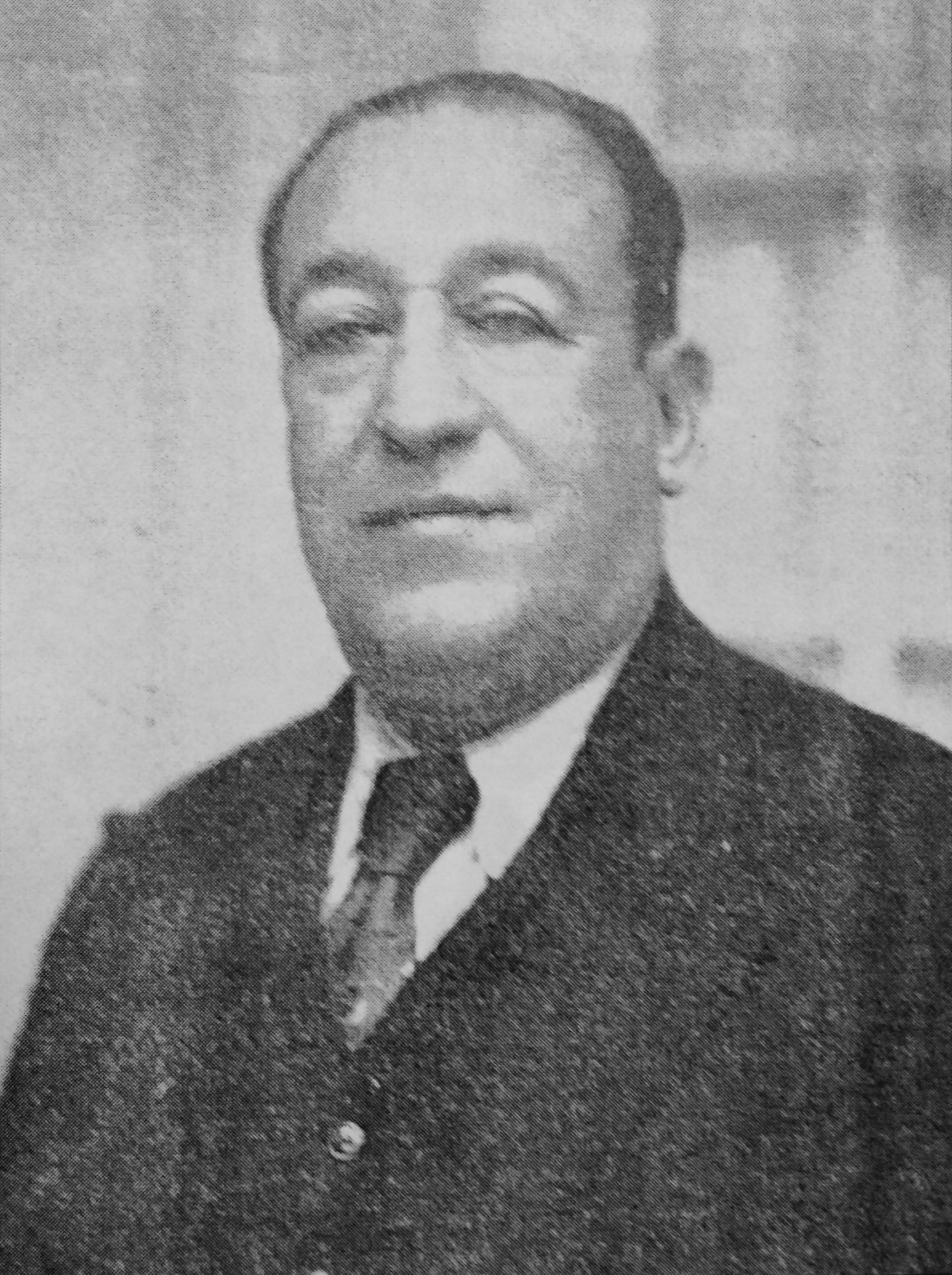
Valdomiro Castilho de Lima, Militärgouverneur und später Bundesinterventor des Staats São Paulo (1932–1933)

Der Fluss wurde nach Valdomiro Castilho de Lima (1873–1938) benannt. Lima war Soldat und Politiker. Er war ein politischer Weggefährte von Getúlio Vargas. Er stammte aus Rio Grande do Sul. Wegen seiner Sympathien für die aufständischen Leutnants war er zwischen 1923 und 1925 inhaftiert. Er trat 1929 der Aliança Liberal zur Unterstützung von Getúlio Vargas bei. Nach der Wahlniederlage nahm er als Befehlshaber der revolutionären Truppen an den Kämpfen teil, die 1930 die Revolution in Porto Alegre auslösten. Er befehligte eine Truppe von 4000 Mann, die den Bundesstaat Santa Catarina durchquerte und Paraná erreichte.
Nach dem Sieg der Revolution wurde er als  Divisionsgeneral wieder in den aktiven Dienst der Armee aufgenommen. Nach der Niederschlagung des Aufstands in São Paulo wurde er von Vargas zum Militärgouverneur und 1933 zum Bundesinterventor von São Paulo ernannt. Während seiner Amtszeit versuchte er, sich mit den traditionellen politischen Kräften im Bundesstaat São Paulo zu arrangieren, die ihn jedoch nicht akzeptierten. Für die Wahlen zur verfassungsgebenden Nationalversammlung organisierte Lima zwei landesweite politische Parteien: Partido da Lavoura mit der Zielgruppe der Kaffeebauern und Partido Socialista Brasileiro mit der Zielgruppe der Arbeiterschaft. Bei den Wahlen im Mai 1933 schnitten beide Parteien jedoch schlecht ab, was Im Juli 1933 zu seiner Absetzung vom Amt des Bundesinterventors führte.

## Geografie

### Lage
Das Einzugsgebiet des Rio Waldomeira befindet sich auf dem Terceiro Planalto Paranaense (Dritte oder Guarapuava-Hochebene von Paraná).

### Verlauf
Sein Quellgebiet liegt im Munizip Santo Antônio do Sudoeste auf 580 m Meereshöhe etwa 3 km südwestlich der Ortschaft São Pedro do Florido in der Nähe der PR-481.
Der Fluss verläuft im Wesentlichen in nordöstlicher Richtung. Nach etwa drei Kilometern erreicht er die Munizipgrenze zwischen Santo Antônio do Sudoeste und Pranchita, die er von da an bis zu seiner Mündung markiert. Er fließt von links in den Rio Capanema. Er mündet auf 330 m Höhe.

### Munizipien im Einzugsgebiet
Am Rio Waldomeira liegen die zwei Munizpien Santo Antônio do Sudoeste und Pranchita.